# Łukasz Kaczmarek (siatkarz)
Łukasz Paweł Kaczmarek (ur. 29 czerwca 1994 w Krotoszynie) – polski siatkarz, grający na pozycji przyjmującego i atakującego. 
Siatkówką zaczął interesować poprzez swojego ojca i wujka. Na początku wraz z Sebastianem Kaczmarkiem (zbieżność nazwisk przypadkowa), trenowali pod okiem swojego wujka Alojzego Grobelnego. W minisiatkówce osiągali spore sukcesy, gdzie przez 786 dni nie przegrali żadnego spotkania. W trzeciej klasie gimnazjum trafili razem do SMS-u PZPS Łódź. Kolejnym klubem w jego karierze była I-ligowa Victoria Wałbrzych, gdyż z uwagi na niskie stypendium zamienił plażówkę na siatkówkę halową. W grudniu 2019 roku stwierdzono u niego zapalenie mięśnia sercowego. Nosi pseudonim „Zwierzu”. W wolnych chwilach pasjonuje się skokami narciarskimi, które ogląda od czasów Adama Małysza. W grudniu 2021 roku miał okazje kibicować polskim skoczkom podczas konkursu Pucharu Świata w Wiśle.
Swoją karierę siatkarską rozpoczął na pozycji przyjmującego. W trakcie sezonu 2015/2016 w Pluslidze w drużynie Cuprum Lubin zmienił pozycję na atakującego.
W listopadzie 2023 roku został wybrany najlepszym siatkarzem na świecie w corocznym rankingu volleybox.net.
W 2024 roku jest studentem II roku studiów magisterskich na kierunku zarządzanie w Wyższej Szkole Zarządzania i Administracji w Opolu.

## Sukcesy w siatkówce plażowej
W 2011 roku z Maciejem Kosiakiem zdobył tytuł Mistrzów Świata juniorów w siatkówce plażowej. W tym samym roku wraz ze Sebastianem Kaczmarkiem został Mistrzem Europy w siatkówce plażowej do lat 18.
W 2012 roku wraz z Sebastianem Kaczmarkiem został srebrnym medalistą Mistrzostw Świata w Piłce Plażowej juniorów do lat 19 w cypryjskiej Larnace.
Brał udział w turnieju Plaża Open. 21 lipca 2013 roku w Łodzi z Sebastianem Kaczmarkiem zajęli 3. miejsce.

## Sukcesy klubowe
Mistrzostwo I ligi:
- 2015[6]

Puchar Polski:
- 2019, 2021, 2022[7], 2023[8], 2025[9]

Mistrzostwo Polski:
- 2019, 2022[10]
- 2021, 2023[11]

Superpuchar Polski:
- 2019, 2020, 2023[12]

Liga Mistrzów:
- 2021, 2022, 2023
- 2025[13]

## Sukcesy reprezentacyjne
Liga Narodów:
- 2023[14]
- 2021
- 2019, 2022[15], 2024[16]

Puchar Świata:
- 2019

Mistrzostwa Europy:
- 2023
- 2021

Mistrzostwa Świata:
- 2022[17]

Igrzyska Olimpijskie:
- 2024[18]

## Nagrody indywidualne
- 2019: Najlepszy atakujący turnieju finałowego Pucharu Polski
- 2019: MVP Superpucharu Polski
- 2023: Najlepszy atakujący turnieju finałowego Ligi Narodów[19]
- 2023: Najlepszy atakujący Mistrzostw Europy[20]

## Odznaczenia
- Krzyż Kawalerski Orderu Odrodzenia Polski (2024)[21][22]